# Gęsia (dopływ Parsęty)
Gęsia – struga, lewy dopływ Parsęty o długości 22,05 km i powierzchni zlewni 58,45 km².
Struga płynie w powiecie szczecineckim. Wypływa z jeziora Kiełpino. Przepływa przez Barwice, Ostrowąsy i Gąski.
W wyniku oceny stanu wód Gęsiej z 2010 określono I klasę elementów biologicznych w punkcie powyżej Barwic oraz III klasę el. biologicznych w punkcie k. ujścia do Parsęty, elementy fizykochemiczne poniżej potencjału dobrego oraz umiarkowany potencjał ekologiczny w obu punktach.
Nazwę Gęsia wprowadzono urzędowo w 1948 roku, zastępując poprzednią niemiecką nazwę strugi – Gänse Bach.